# Autograf

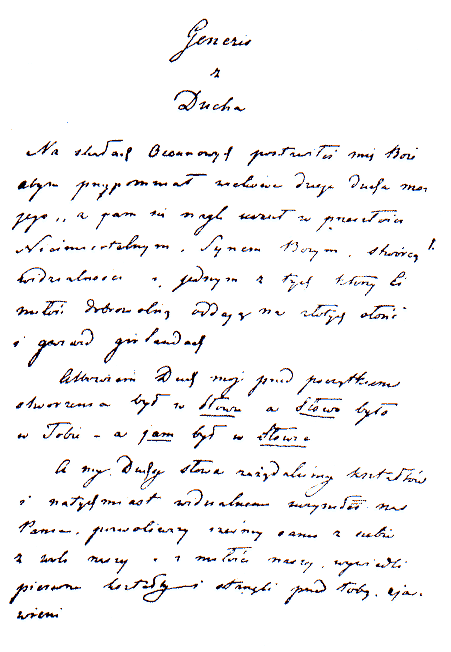
Autograf fragmentu Genesis z Ducha Juliusza Słowackiego

Autograf (gr. αὐτός 'sam' i γράφω 'piszę') – własnoręczne pismo jakiejś osoby (podpis, rękopis).

## W tekstologii
W tekstologii autograf to tekst dzieła sporządzony własnoręcznie przez autora, czyli rękopis autorski. Tekst dzieła może istnieć w kilku autografach, odpowiadających kolejnym redakcjom dzieła (warianty tekstu), np. bruliony, czystopis.
Autograf uważany jest w tekstologii za jeden z możliwych sposobów przekazu tekstu autentycznego, gra ważną rolę w krytyce tekstu, pozwala wykryć i poprawić omyłki druków. Odczytanie autografu jest jednak zazwyczaj czynnością trudną, bowiem nie zawsze pozwala rozstrzygnąć istotne problemy tekstologiczne dzieła literackiego.

## Potocznie
W znaczeniu potocznym autograf oznacza własnoręczny podpis jakiejś osoby.

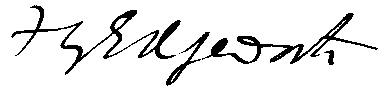
Autograf Francisa Edgewortha